# Dolmen de Mokoa
Le dolmen de Mokoa est un dolmen ouest-pyrénéen situé à Urrugne dans le département français des Pyrénées-Atlantiques.

## Description
Le tumulus mesure 8 m de diamètre et bien que très érodé, il atteint encore 0,70 m de haut. Il est entouré d'un péristalithe matérialisé par onze blocs. La chambre sépulcrale est orientée selon un axe nord-est/sud-ouest. Il n'en demeure que trois orthostates qui délimitent un espace de 1,70 m de long pour 1 m de large.